# 2008 au Soudan
Cet article présente les faits marquants de l'année 2008 au Soudan.

## Évènements
- Mardi 1er janvier 2008 : assassinat du diplomate américain John Granville, travaillant pour l'agence des États-Unis pour le développement international.
- Samedi 10 mai 2008 : le Mouvement islamiste pour la justice et l'égalité (JEM) lance une attaque contre Khartoum, la capitale. L'attaque est dirigée par Souleimane Sandal, la colonne de pick-up a pu parcourir plus de 600 km de désert et fondre sur la capitale sans se faire remarquer. Après d'intenses combats l'armée soudanaise reprend dimanche le contrôle du territoire et les rebelles se regroupent à 70 km au sud.
- Dimanche 11 mai 2008 : le président Omar el-Béchir, dans son costume de général, annonce la rupture de ses relations diplomatiques avec le Tchad qu'il accuse d'être le responsable de l'attaque de la veille contre la capitale en réponse au raid lancé en février par des rebelles contre N'Djamena.
- Dimanche 18 mai 2008 : accord de cessez-le feu entre le gouvernement et les rebelles.
- Mercredi 21 mai 2008 : l'artillerie des rebelles de l'Armée populaire de libération du Soudan (SPLA) pilonne des troupes de l'armée soudanaise à Abyei. Les combats ont duré cinq heures et l'aviation a bombardé les positions rebelles avec leurs avions Antonov en détruisant la moitié de la ville. Trente à cinquante mille personnes se sont réfugiées à une vingtaine de kilomètres de la cité.
- Lundi 14 juillet 2008 : le procureur de la Cour pénale internationale, Luis Moreno Ocampo, réclame un mandat d'arrêt contre le président Omar el-Béchir pour dix chefs d'accusation de crimes de guerre, de crimes contre l'humanité et de génocide.
- Mardi 7 octobre 2008 : une météorite de la taille d'une automobile, explose à 37 km de hauteur au-dessus du désert de Nubie, avant de s'écraser au Soudan. Cet astéroïde appelé 2008 TC3 ou « Almahata Sitta »  devient le premier objet de ce genre à avoir été découvert avant son impact.
- Dimanche 2 novembre 2008 : décès de l'ancien président Ahmed al-Mirghani (67 ans) au pouvoir entre 1986 et 1989 et renversé par un coup d'État islamiste.
- Vendredi 14 novembre 2008 : le ministre de la Défense, Abdul Rahim Mohammed Hussein annonce que la Russie a vendu au Soudan douze avions de chasse MiG-29. Cette vente a été réalisée malgré l'embargo de l'ONU interdisant depuis juillet 2004 la vente d'armes au régime de Khartoum.
- Lundi 17 novembre 2008 : 63 journalistes soudanais qui manifestaient en exigeant l'adoption d'une loi sur la liberté d'expression devant le Parlement à Khartoum sont arrêtés et relâchés dans l'après-midi.
- Samedi 29 novembre 2008 : le président français Nicolas Sarkozy est à Khartoum pour s'entretenir en tête à tête avec le président Omar el-Béchir, pour lui dire que le conflit du Darfour durait « depuis trop longtemps, qu'il fallait prendre des initiatives et qu'il fallait changer les choses ». Ces changements doivent concerner « les rapports entre le Soudan et le Tchad » et « l'intérieur du Soudan, s'agissant des droits de l'homme, s'agissant de la présence de certaines personnes dans son gouvernement ».

### Darfour
- Samedi 9 février 2008 : plus de douze mille personnes, essentiellement des hommes, fuyant les bombardements et les attaques de l'armée soudanaise et des miliciens janjawid, qui ont repris le contrôle de trois nouvelles localités, ont rejoint le Tchad et les 240 000 réfugiés déjà installés dans les camps. Les nouveaux réfugiés annoncent l'arrivée prochaine de milliers de femmes et d'enfants.
- Dimanche 2 mars 2008 : un militaire français de l'Eufor, meurt dans un accrochage avec des soldats de l'armée soudanaise, après que son véhicule tout-terrain s'est égaré de cinq kilomètres en territoire soudanais.
- Lundi 10 mars 2008 : le ministère des Affaires étrangères du Soudan réclame 40 000 dollars comme dédommagement financier pour le décès des quatre nomades qui avaient été tués par l'explosion de la grenade qui se trouvait sur le corps du sergent français alors qu'ils tentaient de récupérer le corps du militaire.
- Jeudi 13 mars 2008 : accord de non-agression entre le Tchad et le Soudan[1].
- Jeudi 20 mars 2008 : selon un rapport des Nations unies, les violences systématiques de l'armée soudanaise et des milices islamistes relève d'une « stratégie militaire délibérée ». Ces raids ont en deux mois causés au moins 115 morts dont des personnes âgées, des handicapés, des femmes et des enfants et poussé plus de trente mille personnes à fuir vers le Tchad.
- Jeudi 24 avril 2008 : un chauffeur du Programme alimentaire mondial a été attaqué et tué par un groupe d'hommes armés. Le mois dernier, un autre chauffeur avait aussi été tué dans les mêmes conditions ce qui avait eu pour conséquence de réduire de moitié les livraisons de vivres.
- Vendredi 2 mai 2008 : un avion de ligne soudanais s'écrase dans le sud du pays causant la mort de 24 personnes, dont 19 officiers de l'armée et le ministre de la Défense du gouvernement régional semi-autonome du Sud Soudan, Dominic Dim Deng. Selon le vice-président du gouvernement autonome, Salva Kiir, l'accident serait dû au mauvais temps, mais la mort du ministre intervient alors que d'importantes luttes politiques agitent la région autonome.
- Lundi 5 mai 2008 : l'armée soudanaise bombarde un village dans le nord du Darfour, détruisant l'école et le marché. Le bilan est de 13 morts dont 7 enfants.
- Lundi 29 septembre 2008 : des groupes rebelles ont conduit une attaque contre des soldats de la force hybride ONU-UA.
- Mercredi 12 novembre 2008 : le président soudanais Omar el-Béchir annonce un cessez-le-feu immédiat dans la région du Darfour, où la guerre civile a déjà fait 300 000 morts depuis 2003 selon l'ONU, mais seulement 10 000 selon le gouvernement soudanais.
- Jeudi 20 novembre 2008 : le procureur de la CPI, Luis Moreno Ocampo, dépose trois demandes de mandats à l'encontre de commandants de groupes rebelles, pour avoir conduit une attaque contre des soldats de la force hybride ONU-UA.
- Mardi 23 décembre 2008 : selon l'UNICEF, il y a environ 6 000 enfants soldats au Darfour : « Tous les groupes et factions armés au Darfour ont eu recours à des enfants […] Nous avons vu des enfants en uniforme et portant des armes dans pratiquement chacune des forces ». Un jeune de moins de 18 ans est considéré comme un enfant, selon la communauté internationale et la loi soudanaise, mais dans plusieurs cultures tribales, un jeune est perçu comme un adulte après la puberté.